# Alpha Equulei
Alpha Equulei, uneori Alfa Equulei, (α Equulei / α Equ) este steaua cea mai strălucitoare din constelația Calul Mic. Situată la 186 de ani-lumină de Sistemul Solar, are o magnitudine aparentă de +3,92 și este cunoscută sub numele său tradițional Kitalpha, contragere a sintagmei arabe قطعة الفرس (transcris: Qit'at al Faras), uneori, mai rar,  Kitel Phard ori Kitalphar, care semnifică „parte a  calului”:  acest nume se explică prin faptul că doar capul și umerii constelației de care aparține steaua sunt reprezentați pe cerul înstelat.

## Caracteristici
Este o stea binară spectroscopică formată dintr-o gigantă galbenă de tip spectral G0 și dintr-o stea albă din secvența principală de tip A5. Magnitudinea aparentă a sistemului este de 3,92. Este situată la circa 186 de ani-lumină de Terra.
Cele două componente se deplasează pe orbită cvasicirculară, la o distanță de 0,99 UA, într-o perioadă de 99 de zile.